# USM Bel Abbès
Union Sportive de la Médina Bel Abbès (în arabă الإتحاد الرياضي لمدينة بلعباس), denumit în mod obișnuit USM Bel Abbès sau simplu USMBA, este un club de fotbal algerian care reprezintă orașul Sidi Bel Abbès în competițiile fotbalistice. În prezent echipa concurează în liga a treia, al treilea nivel fotbalistic din Algeria.